# Christopher Rouse (komponist)
 For alternative betydninger, se Christopher Rouse. (Se også artikler, som begynder med Christopher Rouse)
Christopher Chapman Rouse lll (født 15. februar 1949 i Baltimore, død 21. september 2019) var en amerikansk komponist.
Rouse studerede komposition på Oberlin Conservatory of Music. Studerede senere hos bl.a. Karel Husa og George Crumb.
Han har komponeret 6 symfonier, orkesterværker, en fløjtekoncert etc. 
Rouse komponere i neo-romantisk stil, og er beundret for sin orkestration.

## Udvalgte værker
- Symfoni nr. 1 (1986) - for orkester
- Symfoni nr. 2 (1994) - for orkester
- Symfoni nr. 3 (2010-2011) - for orkester
- Symfoni nr. 4 (2013) - for orkester
- Symfoni nr. 5 (2015) - for orkester
- Symfoni nr. 6 (2019) - for orkester
- "Phantasmata" (1981-1985) - for orkester
- Phaethon (1986) - for orkester
- Violinkoncert (1991) - for violin og orkester
- Trombonekoncert (1991) - for trombone og orkester
- Cellokoncert (1992-1993) - for cello og orkester
- Fløjtekoncert (1993) - for fløjte og orkester
- Klaverkoncert "Ser" (1998) - for klaver og orkester
- Guitarkoncert (1999) "Gaudí Koncert"  - for guitar og orkester
- Obokoncert (2004) - for obo og orkester
- koncert (2007-2008) - for orkester
- Rekviem (2001-2002) - for baryton, børnekor, kor og stort orkester